# Isabelle Barciulli
Isabelle Barciulli (Firenze, 21 aprile 1986) è una pilota e copilota di rally italiana, nel 2014 prima donna a vincere un titolo mondiale FIA AEC.

## Carriera
Esordisce nel Campionato del Mondo FIA Energie Alternative come pilota nel 2012 in coppia con Francesca Olivoni. Ottiene il quinto posto all'Hi-Tech Ecomobility Rally di Atene e il sesto all'Ecorally San Marino - Città del Vaticano, chiudendo la stagione al nono posto in classifica generale. Nello stesso anno partecipa come copilota al Campionato Italiano Energie Alternative al fianco di Guido Guerrini. 
Nel 2013 riesce ad andare a punti sia come pilota (è sesta con Francesca Olivoni all'Hi-Tech di Grecia e all'Ecorally di San Marino) che come copilota (con Guerrini è seconda al Rally Eco Bulgaria).
Nella stagione 2014 si laurea campionessa del mondo copiloti grazie a quattro podi ottenuti in coppia con Guido Guerrini (secondo posto all'Ecorally della Mendola, al Rally Eco Bulgaria e all'Hi-Tech di Atene e terzo posto al Tesla Rally di Belgrado).
Nel 2015 ha esordito al cinema nel film di Sergio Castellitto Nessuno si salva da solo.

## Filmografia
- Nessuno si salva da solo (2015), regia di Sergio Castellitto.